# Виноградская, Софья Семёновна
Со́фья Семёновна (Селимовна) Виногра́дская (1901 — 1964) — советский литератор, журналист. Работала в газетах «Правда», «Беднота», «Известия ВЦИК».
Автор мемуаров «Как жил Есенин» (1926), которые, по мнению литературоведа В. Е. Кузнецовой, в обширной мемуарной литературе о поэте являются своеобразным маяком.

## Биография
Работая 1920-х годах в газете «Правда» была секретарём М. И. Ульяновой, затем работала в редакции газеты «Беднота». Жила в одной коммунальной квартире на Богословском переулке с Галиной Бениславской, где познакомилась с останавливавшимся у Бениславской Сергеем Есениным и была свидетелем его жизни в 1923—1925 годах.
Когда один из жильцов коммунальной квартиры потребовал от неё написать в комендатуру заявление о выселении С. Есенина за недостойное поведение, то она отказалась это сделать. Позже, в письме Есенину, Галина Бениславская дала оценку этому поступку: «А Соня Виноградская — ты даже не представляешь, от чего она спасла тебя в 1923 году. Запомни это».
В 1926 году издала в библиотечке серии «Огонёк» (№ 201) воспоминания o годах знакомства с поэтом.
В 1926 году переехала в квартиру на Брюсов переулок, дом 2 (кв. № 27).
Заведовала на Всесоюзном радио главной редакцией вещания для детей и юношества. Благодаря ей появилась на свет книга Дмитрия Николаевича Медведева «Это было под Ровно» — услышавшая несколько партизанских историй от Медведева, Виноградская предложила поставить на их основе радиоспектакль для детей, и только затем Медведевым была написана книга.
Известно, что именно благодаря Виноградской, прочитавшей Катаеву на семинаре молодых писателей отрывки из рассказа «Максим Перепелица», автор рассказа Иван Стаднюк поверил в свои силы.
Также автор книг «Рассказы о Ленине» (1965), «Дочери Маркса», повести «Белый город» (1957).
Рассказы о Ленине примечательны достоверностью и исторической точностью материала. Софья Виноградская в ранней юности была свидетелем первых лет революции, знала её выдающихся деятелей, многое слышала от Марии Ульяновой, и обо всем, что запечатлелось в памяти, рассказала в своей книге от имени девушки-подростка Саши Вешневой.
Её старшая сестра — Полина была женой теоретика партии Е. Преображенского.
Сёстры Софья и Полина Виноградские похоронены рядом, на новом Донском кладбище в Москве.